# Pseudoeriphus
Pseudoeriphus is een kevergeslacht uit de familie van de boktorren (Cerambycidae). De wetenschappelijke naam van het geslacht werd voor het eerst geldig gepubliceerd in 1961 door Zajciw.

## Soorten
Pseudoeriphus omvat de volgende soorten:
- Pseudoeriphus fulvicollis (Fabricius, 1793)
- Pseudoeriphus robustus Tavakilian & Dalens, 2008
- Pseudoeriphus sanguinicollis Zajciw, 1961